# Jeże (Lubusz)
Pour les articles homonymes, voir Jeże.
 (décembre 2020).
Si vous disposez d'ouvrages ou d'articles de référence ou si vous connaissez des sites web de qualité traitant du thème abordé ici, merci de compléter l'article en donnant les références utiles à sa vérifiabilité et en les liant à la section « Notes et références ».
Jeże (prononciation : [ˈjɛʐɛ]) est un village polonais de la gmina de Bogdaniec dans le powiat de Gorzów de la voïvodie de Lubusz dans l'ouest de la Pologne.
Il se situe à environ 9 kilomètres à l'est de Bogdaniec (siège de la gmina) et 6 kilomètres au sud-ouest de Gorzów Wielkopolski (siège du powiat).
Le village comptait approximativement une population de 60 habitants en 2012.

## Histoire
Avant 1945, ce village était sur le territoire allemand. (voir Évolution territoriale de la Pologne)
De 1975 à 1998, le village appartenait administrativement à la voïvodie de Gorzów.

Depuis 1999, il appartient administrativement à la voïvodie de Lubusz.